# Phoebastria
Phoebastria – rodzaj ptaków z rodziny albatrosów (Diomedeidae).

## Zasięg występowania
Rodzaj obejmuje gatunki występujące w północnym i środkowym Pacyfiku.

## Morfologia
Długość ciała 68–94 cm, rozpiętość skrzydeł 193–250 cm; masa ciała 2210–7500 g. 

## Systematyka

### Etymologia
- Phoebastria: gr. φοιβαστρια phoibastria „prorokini”, od φοιβος phoibos „prorok” (zob. Phoebetria)[5].
- Julietata: kobiecy eponim; autor nie podał, komu jest dedykowany[6]. Gatunek typowy: Diomedea irrorata Salvin, 1883.
- Galapagornis: wyspy Galapagos; gr. ορνις ornis, ορνιθος ornithos „ptak”[7]. Gatunek typowy: Diomedea irrorata Salvin, 1883.
- Laysanornis: wyspa Laysan należąca do Północno-Zachodnich Wysp Hawajskich; gr. ορνις ornis, ορνιθος ornithos „ptak”[8]. Gatunek typowy: Diomedea immutabilis Rothschild, 1893.
- Penthirenia: gr. πενθηρης penthērēs „żałoba”, od πενθεω pentheō „opłakiwać”, od πενθος penthos „smutek”[9]. Gatunek typowy: Diomedea nigripes Audubon, 1839.

### Podział systematyczny
Do rodzaju należą następujące gatunki:
- Phoebastria irrorata (Salvin, 1883) – albatros galapagoski
- Phoebastria albatrus (Pallas, 1769) – albatros krótkosterny
- Phoebastria immutabilis (Rothschild, 1893) – albatros ciemnolicy
- Phoebastria nigripes (Audubon, 1839) – albatros czarnonogi